# 線路のない時刻表

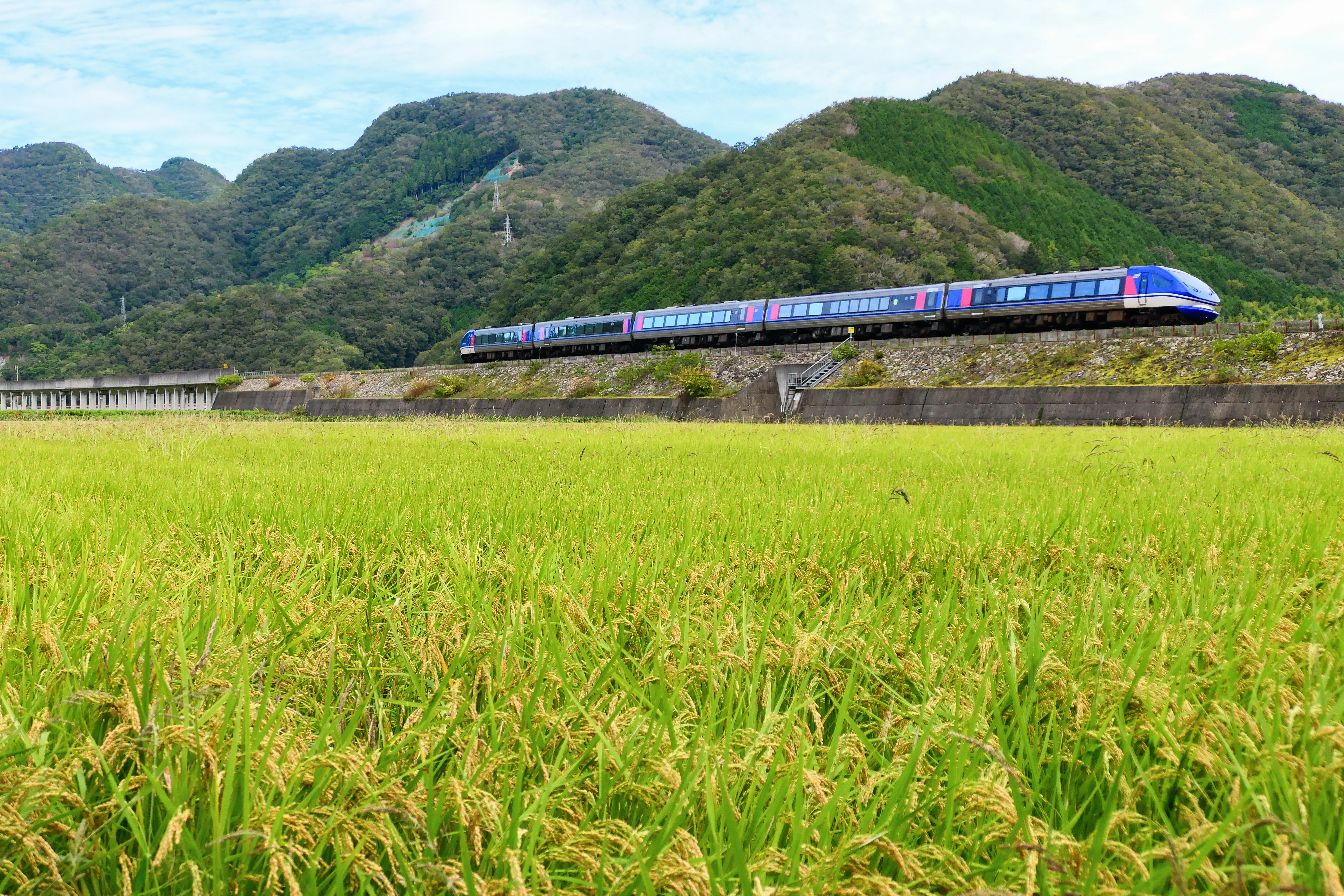
智頭急行智頭線を走るHOT7000形「スーパーはくと」

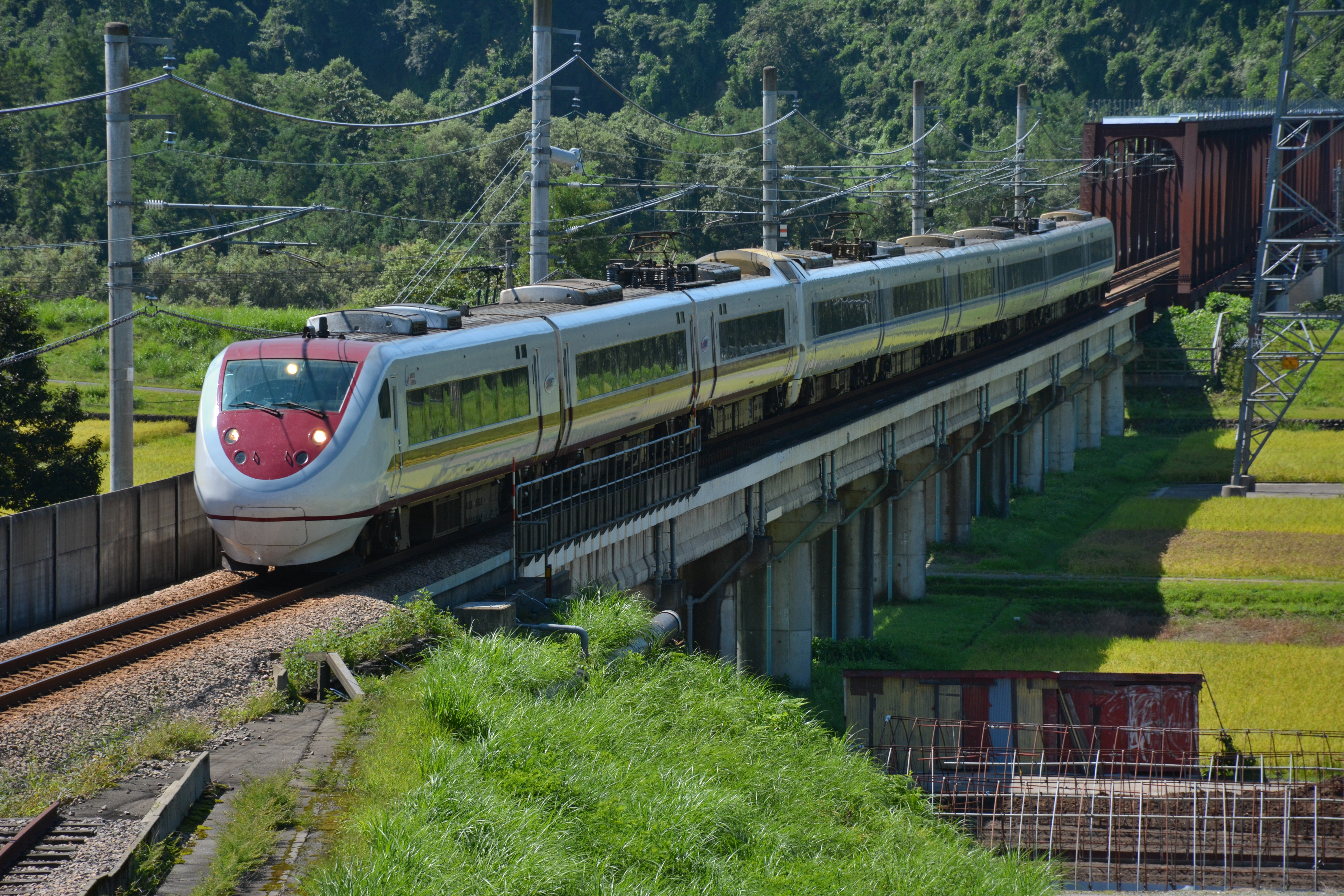
北越急行ほくほく線内を走る北越急行681系「はくたか」。この列車は講談社文庫版『全線開通版 線路のない時刻表』の表紙にも採用されている。

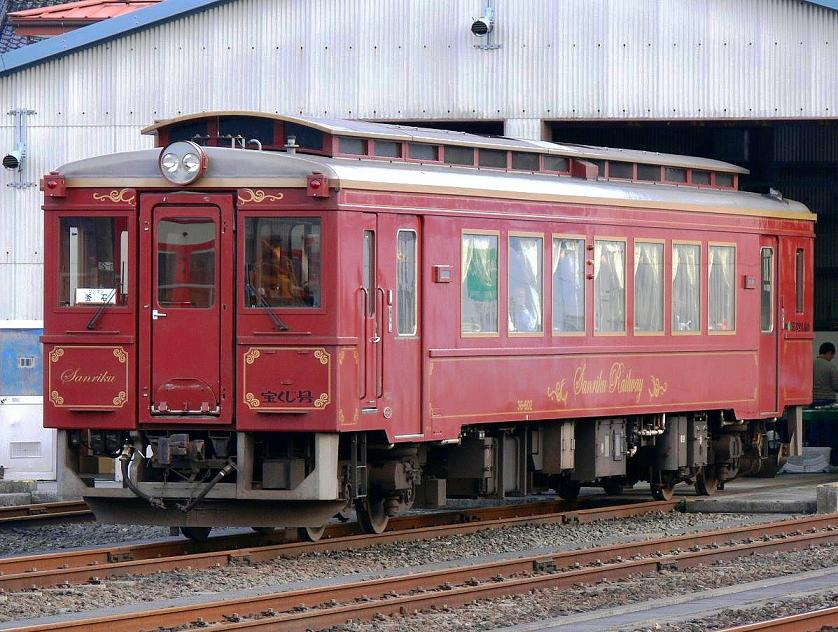
三陸鉄道リアス線にて運行されている36-700形。

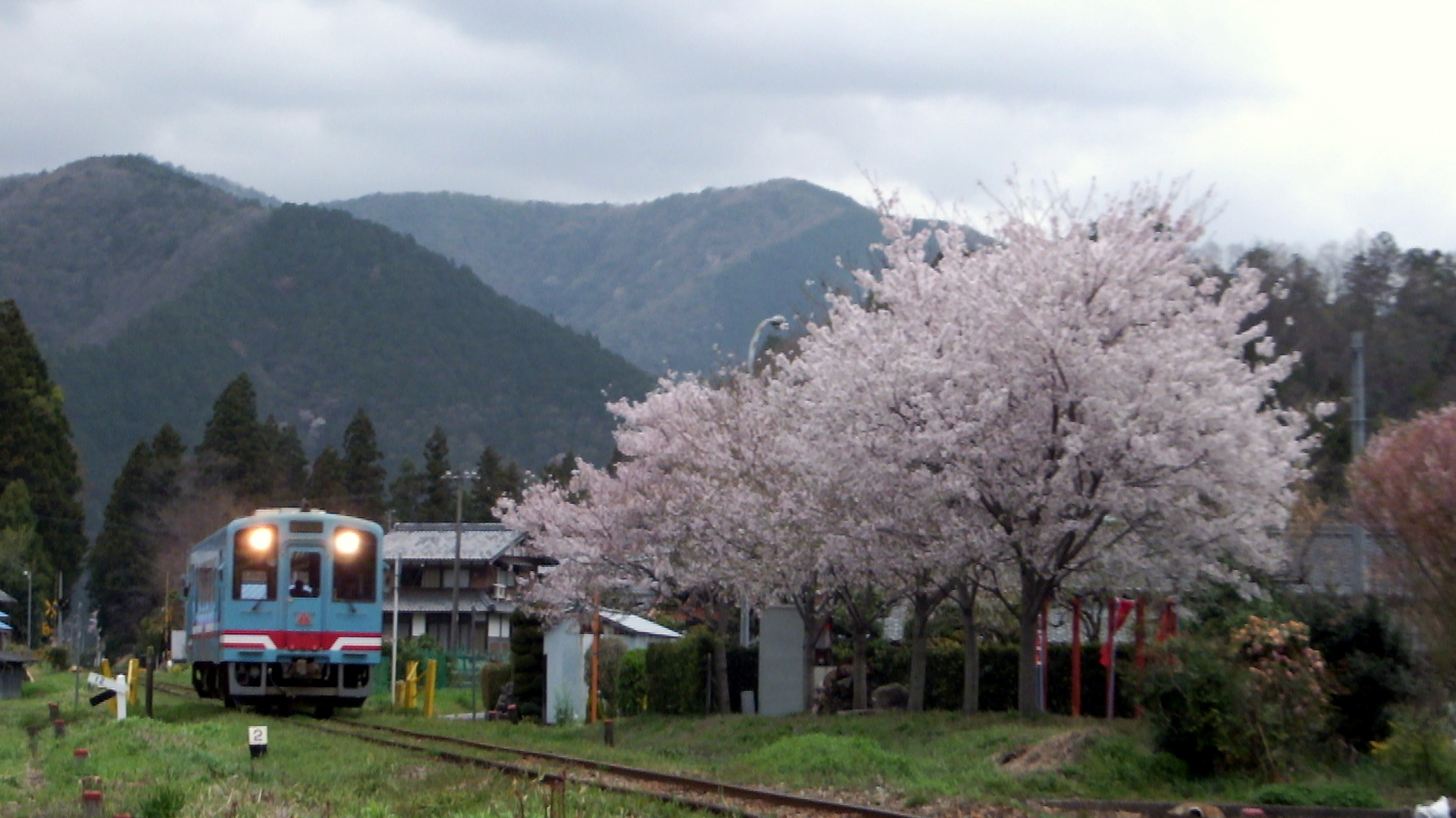
桜と樽見鉄道ハイモ330-700形。

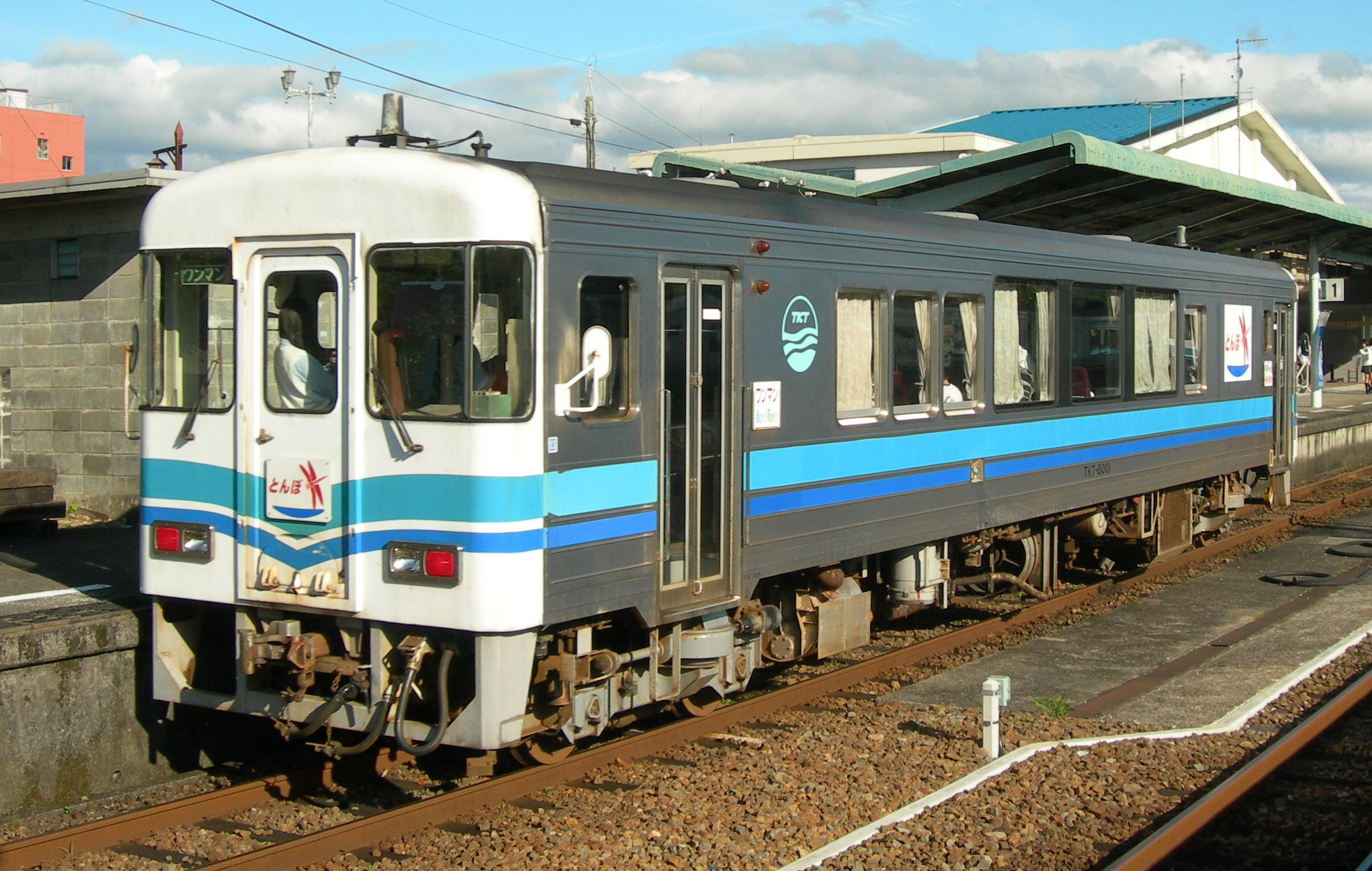
土佐くろしお鉄道宿毛線で運行されるTKT-8000形。

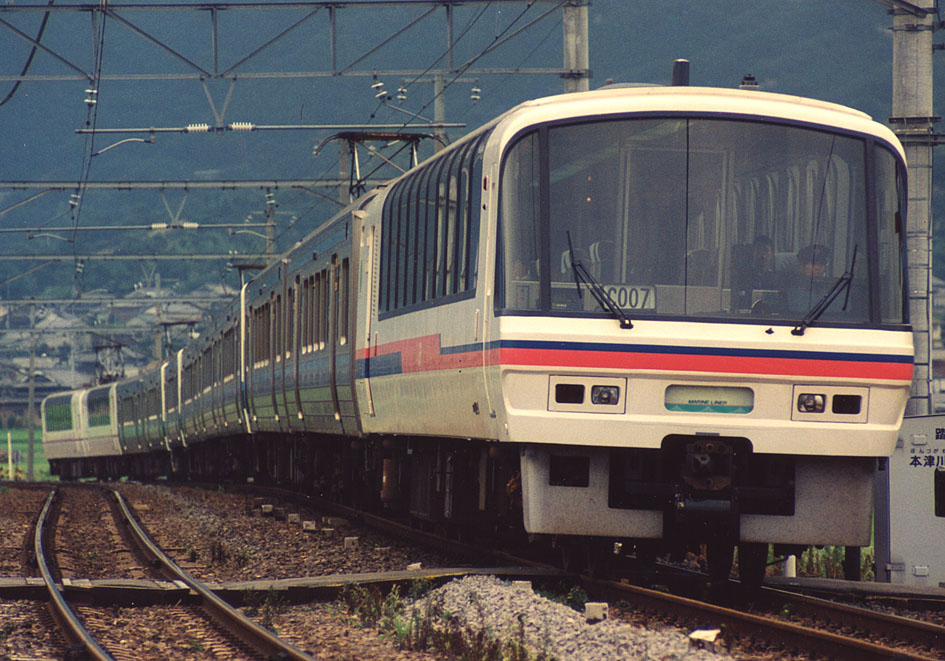
快速「マリンライナー」。213系の「スーパーサルーンゆめじ」2両＋C12編成連結の11両編成。

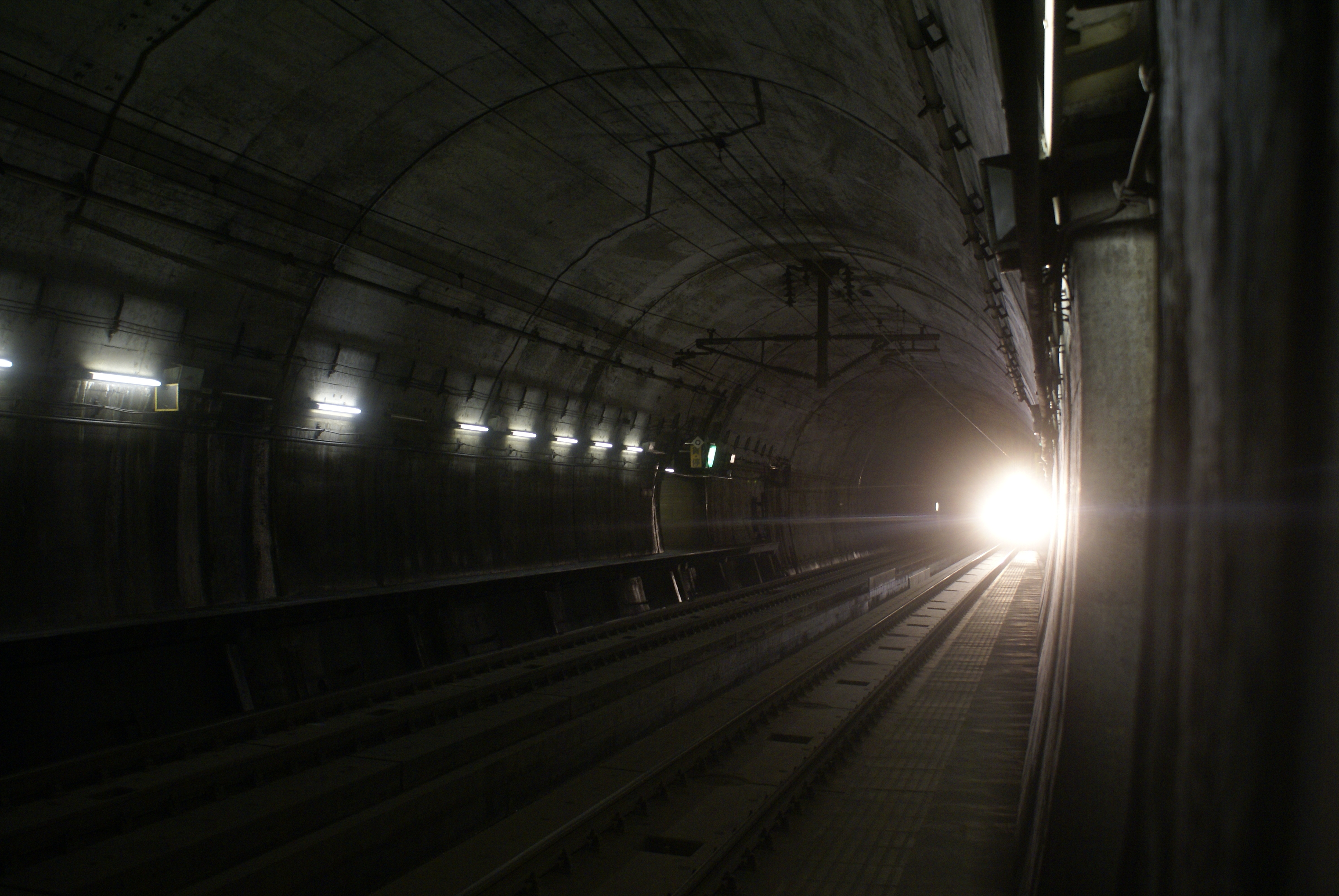
青函トンネル内部にある旧竜飛海底駅に列車が接近する様子。

「線路のない時刻表」（せんろのないじこくひょう）は、紀行作家・宮脇俊三の紀行集である。1986年に新潮社から単行本が出版された。

## 作品概要
単行本が出版された1986年当時、一部建設はされたものの、「あと一息」のところで建設が凍結された路線や、まだ完成していないものの在来線列車が通ることが確実な路線を取り上げている。
なお、結果としては全ての路線が開通し、営業している。そのため、開業後の紀行文と新たに執筆されたあとがきを添えた「全線開通版」が1998年に講談社文庫から刊行された。
また、本書の特徴として全ての路線に「宮脇俊三作 国鉄非監修」の予想時刻表が作成されている。このため、「線路のない」時刻表なのである。

## 構成
下記の7つのルポとあとがきが新潮社版・新潮文庫版では収録され、全線開通版である講談社文庫版・講談社学術文庫版ではそれに加えさらに『「三陸鉄道」奮闘す』を除く6編の開通後の様子、『全線開通版あとがき』などが収録されている。

### 陰陽連絡新線の夢と現実──智頭線
建設が一時凍結された路線である。1987年に建設が再開し、智頭急行智頭線として1994年に開通した。
初出：『小説新潮スペシャル』1981年冬号

### 白き湖底の町にて──北越北線
建設が一時凍結された路線である。1985年に建設が再開し、北越急行ほくほく線として1997年に開通した。
初出：『小説新潮スペシャル』1982年春号

### 建設と廃線の谷間で──三陸縦貫線
建設が一時凍結された路線である。1984年に全線が三陸鉄道北リアス線・南リアス線として開通し、盛駅 - 吉原駅間、宮古駅 - 久慈駅間が三陸鉄道に転換された。なお、現在では全線が三陸鉄道リアス線となっている。
この項の開業後については、後述の『「三陸鉄道」奮闘す』にて取り上げられている。
初出：『小説新潮スペシャル』1982年秋号

### 断層のある村で──樽見線
建設が一時凍結された路線である。大垣駅 - 神海駅が1984年に国鉄から樽見鉄道に転換されたのち、1989年に神海駅 - 樽見駅間が開通し樽見鉄道樽見線として全通した。
初出：『小説新潮スペシャル』1982年冬号

### 落日と流刑の港町にて──宿毛線
建設が一時凍結された路線である。1987年に建設が再開し、1997年に土佐くろしお鉄道宿毛線として全通した。本書に掲載されている路線の中で最も遅く全通した路線である。
初出：『小説新潮スペシャル』1983年春号

### 瀬戸大橋に鉄道が走る日
当時まだ完成していないものの在来線列車が通ることが確実な路線である。1988年に四国旅客鉄道（JR四国）本四備讃線として開通した。
宮脇によれば、四国側のメディアからは多くの問い合わせがあったものの、本州側からは1件もなかったという。
初出：『旅』1985年6月号

### 青函トンネル紀行
当時まだ完成していないものの在来線列車が通ることが確実な路線である。1988年に北海道旅客鉄道（JR北海道）海峡線として開通した。
書き下ろしである。

### 「三陸鉄道」奮闘す
1984年に全線が開通した三陸鉄道についての開業後のルポである。この項については、架空の時刻表ではなく実際の時刻表が添付されている。
初出：『プレジデント』1985年6月号

## 書誌情報

### 新潮社版（単行本）
単行本 新潮社刊 1986年4月 ISBN 410333505X
上記に加え、著作一覧も収録されている。

### 新潮文庫版
新潮文庫 新潮社刊 1989年4月 ISBN 410126807X

### 全線開通版

#### 講談社文庫版
講談社文庫 講談社刊 1998年2月 ISBN 4062637219

#### 講談社学術文庫版
講談社学術文庫 講談社刊 2014年3月 ISBN 978-4-06-292225-8
上記に加え、自筆年譜も収録されている。

## 注略
1. ↑  ただし、『「三陸鉄道」奮闘す』は1985年4月現在の実際の時刻表である。